# Kankri
Kankri (nep. काँक्री) – gaun wikas samiti w zachodniej części Nepalu w strefie Rapti w dystrykcie Rukum. Według nepalskiego spisu powszechnego z 2001 roku liczył on 960 gospodarstw domowych i 4939 mieszkańców (2477 kobiet i 2462 mężczyzn).